# Arno Holz
Arno Holz (Rastenburg, 26 aprile 1863 – Berlino, 24 ottobre 1929) è stato uno scrittore tedesco.

## Vita
Autore della raccolta di poesie Buch der Zeit (1885), nel 1891 scrisse la sua opera teorica più importante, Die Kunst, ihr Wesen und ihre Gesetze, grazie a cui è considerato uno degl'iniziatori del Naturalismo tedesco.
In essa Holz riduceva la letteratura ad una sorta di equazione matematica:
Arte = Natura - x.
Nella quale x è tutto il materiale umano richiesto dalla natura per produrre l'arte. Lo scopo dello scrittore è ridurre al minimo il valore della x.
Holz, unitosi con Johannes Schlaf, scrisse nel 1889 Papa Hamlet e nel 1890 Die Familie Selicke, opere che dovevano incarnare perfettamente la sua teoria, ma che non riscossero successo e provocarono la rottura del sodalizio artistico con Schlaf.
A partire da quel momento Holz cominciò sempre più a distaccarsi dalla sua intenzione originale con la trilogia Berlin. Das Ende einer Zeit in Dramen (conclusa nel 1913) e con le commedie Traumulus (1904) e Frei (1907).
Altra opera di Holz fu Phantasus (1898), che pretendeva di fornire immagini del cosmo in tutte le epoche storiche.